# Босенко Микола Васильович
Микола Васильович Босенко (нар. 1918, місто П'ятигорськ, тепер Ставропольського краю, Російська Федерація — 1995) — радянський партійний і державний діяч, 1-й секретар Ставропольського промислового крайкому КПРС (1963—1964). Депутат Верховної Ради РРФСР 6—11-го скликань. Народний депутат СРСР у 1989—1991 роках.

## Біографія
Народився у березні 1918 року.
Здобув вищу технічну освіту.
З липня 1941 року — в Червоній армії, учасник німецько-радянської війни з жовтня 1941 року. Служив начальником артилерійської майстерні 523-го корпусного артилерійського полку 16-го гвардійського стрілецького корпусу Західного, Брянського, 1-го Прибалтійського, 3-го Білоруського фронтів; начальником артилерійського постачання 1165-го корпусного гарматного артилерійського полку 11-ї гвардійської армії 3-го Білоруського фронту.
Член ВКП(б) з 1942 року.
У 1957—1960 роках — заступник начальника Ставропольського крайового управління сільського господарства.
У 1960—1961 роках — 1-й секретар Ново-Олександрівського районного комітету КПРС Ставропольського краю.
У 1961 — січні 1963 року — 2-й секретар Ставропольського крайового комітету КПРС.
У січні 1963 — грудні 1964 року — 1-й секретар Ставропольського промислового крайового комітету КПРС.
У грудні 1964 — липні 1968 року — 2-й секретар Ставропольського крайового комітету КПРС.
У липні 1968 — 22 лютого 1973 року — голова виконавчого комітету Ставропольської крайової Ради депутатів трудящих.
13 лютого 1973 — 23 листопада 1985 року — голова Всеросійського об'єднання «Россільгосптехніка» РМ РРФСР, голова Державного комітету Російської РФСР з виробничо-технічного забезпечення сільського господарства.
Потім — на пенсії. Голова Всеросійської ради ветеранів війни і праці. У 1999—1991 роках — голова Комітету Верховної Ради СРСР у справах ветеранів і інвалідів.

## Звання
- старший технік-лейтенант
- інженер-капітан

## Нагороди
- орден Леніна
- орден Трудового Червоного Прапора
- два ордени «Знак Пошани»
- орден Вітчизняної війни ІІ ст. (20.04.1945)
- орден Червоної Зірки (7.09.1944)
- медаль «За бойові заслуги» (4.11.1943)
- медаль «За оборону Москви» (31.08.1944)
- медалі